# Tangerang Selatan
Tangerang Selatan (Deutsch: Süd Tangerang) ist eine Millionenstadt westlich der indonesischen Hauptstadt Jakarta und die viertgrößte Stadt der Metropolregion Jabodetabek. Sie beansprucht 1,52 % der Fläche der Provinz Banten und hat 11,38 % Anteil an der Provinzbevölkerung.

## Lage
Die Stadt liegt im Tiefland (10–18 m Höhe), südlich von Tangerang und westlich von Jakarta. Die Nordgrenze bildet das Munizipium Tangerang, im Osten bilden Jakarta und das Munizipium (Kota) Depok (Provinz West-Java) die Grenze, im Süden grenzt Tangerang Selatan ebenfalls an das Munizipium Depok und den Regierungsbezirk (Kabupaten) Bogor (ebenfalls Provinz Jawa Barat) und im Westen an den Regierungsbezirk Tangerang.
Kota Tangerangs äußerste Koordinaten liegen zwischen 6°39' – 6°47' südlicher Breite und 106°14' – 106°22' östlicher Länge.

## Klima
Die Region hat tropisches Klima, die Temperatur lag 2020 zwischen 20,8 °C (September) und 37,2 °C (Juni). Die Luftfeuchtigkeit betrug durchschnittlich etwa 81 % (39 % Minimum im August sowie 100 % im Januar, Februar und Mai). Insgesamt 141 Regentage zählte man im Jahr 2020, die meisten im Januar und Dezember (jeweils 24). Die durchschnittliche Regenmenge lag im Juni bei 384 mm und war im Juli am niedrigsten (3 mm).

## Bevölkerung
Mit 1.354.350 Einwohnern lag Tangerang Selatan zur Volkszählung 2020 in der Rangliste der bevölkerungsreichsten Städten Indonesiens auf Platz 14. Im Munizipium herrscht Männerüberschuss (100,3:100), lediglich in den beiden westlichen Distrikten Ciputat Timur und Serpong gibt es mehr Frauen als Männer.
Der Hauptteil der Bevölkerung ist islamischen Glaubens (Census 2020: 86,11 %), lediglich Protestanten (4,54) und Katholiken (3,17) sind noch nennenswert. 2020 verzeichnete die Stadt 633 Moscheen.
2021 waren 47,41 % der Bevölkerung über 10 Jahren (1.367.404) ledig, 48,55 % verheiratet, 1,18 % geschieden und 2,86 % verwitwet.

## Territorialstruktur
Das Munizipium (Kota) Tangerang Selatan gliedert sich in 7 Distrikte (Kecamatan) mit 54 Dörfern städtischen Charakters (Keluruhan).

## Verwaltungsübersicht der Distrikte
| Code 2   | Kecamatan Distrikt        | Ibu Kota Verwaltungssitz | Fläche (km²) | Volkszählung 2020 1 | Volkszählung 2020 1 | Volkszählung 2020 1 | Anzahl der Kelurahan 6 |
| Code 2   | Kecamatan Distrikt        | Ibu Kota Verwaltungssitz | Fläche (km²) | Einwohner 3         | 0Dichte 40          | Sex Ratio 5         | Anzahl der Kelurahan 6 |
| -------- | ------------------------- | ------------------------ | ------------ | ------------------- | ------------------- | ------------------- | ---------------------- |
| 36.74.01 | Serpong                   | Serpong                  | 24,04        | 154.744             | 6.436,9             | 99,3                | 9                      |
| 36.74.02 | Serpong Utara             | Pondok Jagung            | 17,84        | 134.008             | 7.511,7             | 100,5               | 7                      |
| 36.74.03 | Pondok Aren               | Perigi Baru              | 29,88        | 294.996             | 9.872,7             | 100,3               | 11                     |
| 36.74.04 | Ciputat                   | Sawah                    | 18,39        | 208.722             | 11.349,8            | 100,8               | 7                      |
| 36.74.05 | Ciputat Timur             | Pondok Ranji             | 15,43        | 172.139             | 11.156,1            | 99,2                | 6                      |
| 36.74.06 | Pamulang                  | Pamulang Barat           | 26,82        | 305.563             | 11.393,1            | 100,3               | 8                      |
| 36.74.07 | Setu                      | Kademangan               | 14,80        | 84.178              | 5.687,7             | 103,0               | 6                      |
| 36.74    | Kota Tangerang Selatan000 |                          | 0000147,19   | .00001.354.350      | 00009.201,4         | 100,3               | 54                     |

## Tourismus
2012 gab es 157 Restaurants in der Stadt. In den 15 Hotels (mit 937 Zimmern und 1.398 Betten) übernachteten 138.162 Gäste, davon 12.898 (9,34 %) aus dem Ausland.

## Politik
Im Stadtparlament mit 16 weiblichen und 34 männlichen Abgeordneten besitzt die Partai Golongan Karya mit 10 Sitzen die relative Mehrheit. Bürgermeister ist seit April 2021 Benyamin Davnie.

## Geschichte
Mit dem Gesetz Nr. 51/2008 wurde Tangerang Selatan Ende November 2008 aus dem Regierungsbezirk Tangerang ausgegliedert.